# COCONUTS-2 b
COCONUTS-2 b, o WISEPA J075108.79-763449.6, è un esopianeta gigante gassoso che orbita attorno alla stella nana rossa L 34-26, distante 35 anni luce dal sistema solare e situata nella costellazione del Camaleonte. Ha una massa 6,3 volte quella di Giove e impiega oltre un milione di anni per completare un'orbita attorno alla stella, a una distanza di oltre 6000 UA da essa.
Il pianeta è stato scoperto nel 2011 ed è stato inizialmente identificato come una nana bruna di classe T9, denominata WISEPA J075108.79−763449.6. Nel 2021, nell'ambito del progetto COol Companions ON Ultrawide orbiTS (COCONUTS), si è scoperta la sua associazione con la stella L 34-26. A una distanza di 10,9 pc, COCONUTS-2b è, al 2023, l'esopianeta fotografato direttamente più vicino alla Terra, oltre a essere il pianeta con il periodo orbitale più lungo e quello con il più elevato semiasse maggiore.
Data la grande separazione dalla stella, i ricercatori ritengono improbabile che COCONUTS-2 b si sia formato all'interno del disco protoplanetario della stella ospite; appare invece più probabile che si sia formato autonomamente attraverso la formazione ad alta entropia, noto anche come "avvio a caldo".

## Stella madre
L 34-26 è una nana rossa di classe M3V di undicesima magnitudine. Risulta molto attiva con forti emissioni di raggi X e ultravioletti e questo, unito alla veloce rotazione su sé stessa (2,83 giorni), indica che si tratta di una stella relativamente giovane, con un'età inferiore al miliardo di anni (150-800 milioni di anni). La sua metallicità è la stessa del Sole, massa e raggio sono rispettivamente il 37% e il 39% di quelli del Sole e la sua temperatura superficiale è di 3406±69 K.

## Caratteristiche
Il pianeta dista visualmente 574 secondi d'arco dalla stella, che alla distanza alla quale si trova corrispondono a 6471 UA, circa un decimo di anno luce. Si tratta di un pianeta supergioviano con massa di 6,3+1,5
−1,9 MJ e a quella distanza dalla stella impiega oltre 1 milione di anni a compiere una rivoluzione. Nonostante sia distante dalla fonte di calore stellare, è ancora abbastanza caldo avendo una temperatura superficiale di 434 kelvin, motivo per cui è stato possibile individuarlo col metodo del rilevamento diretto.
La stella madre, L 34-26, data la sua grande distanza e la sua bassa luminosità, non sarebbe la stella più luminosa vista da un ipotetico osservatore posto nelle vicinanze del pianeta: il flusso radiante nel vicino infrarosso equivale a quello di Canopo, tuttavia quest'ultima emette molta più radiazione nelle bande a lunghezza d'onda più corte e tendenti al bianco-azzurro, e apparirebbe a un osservatore umano più brillante della stessa stella madre.

### Atmosfera
Osservazioni spettroscopiche nel vicino infrasso effettuate coi telescopi Magellano a basso rapporto segnale-rumore indicano un tipo spettrale T9, che suggerisce la presenza nell'atmosfera del pianeta di elevate quantità di metano, vapore acqueo e basse quantità di monossido di carbonio.
Grazie alla sua grande separazione orbitale, COCONUTS-2 b è un ottimo laboratorio per studiare l'atmosfera e la composizione di giovani esopianeti giganti gassosi.